# باشق (اسم)
باشق هو اسم علم مذكر من أصل عربي، ومعناه هو طائر أصغر الجوارح، يمتاز بحدة البصر.

## وصلات خارجية
- موسوعة السلطان قابوس لأسماء العرب